# Pågen
Pågen est une entreprise agroalimentaire suédoise spécialisée dans la fabrication et la distribution de produits de boulangerie, connue pour la marque de pain grillé Krisprolls.

## Histoire

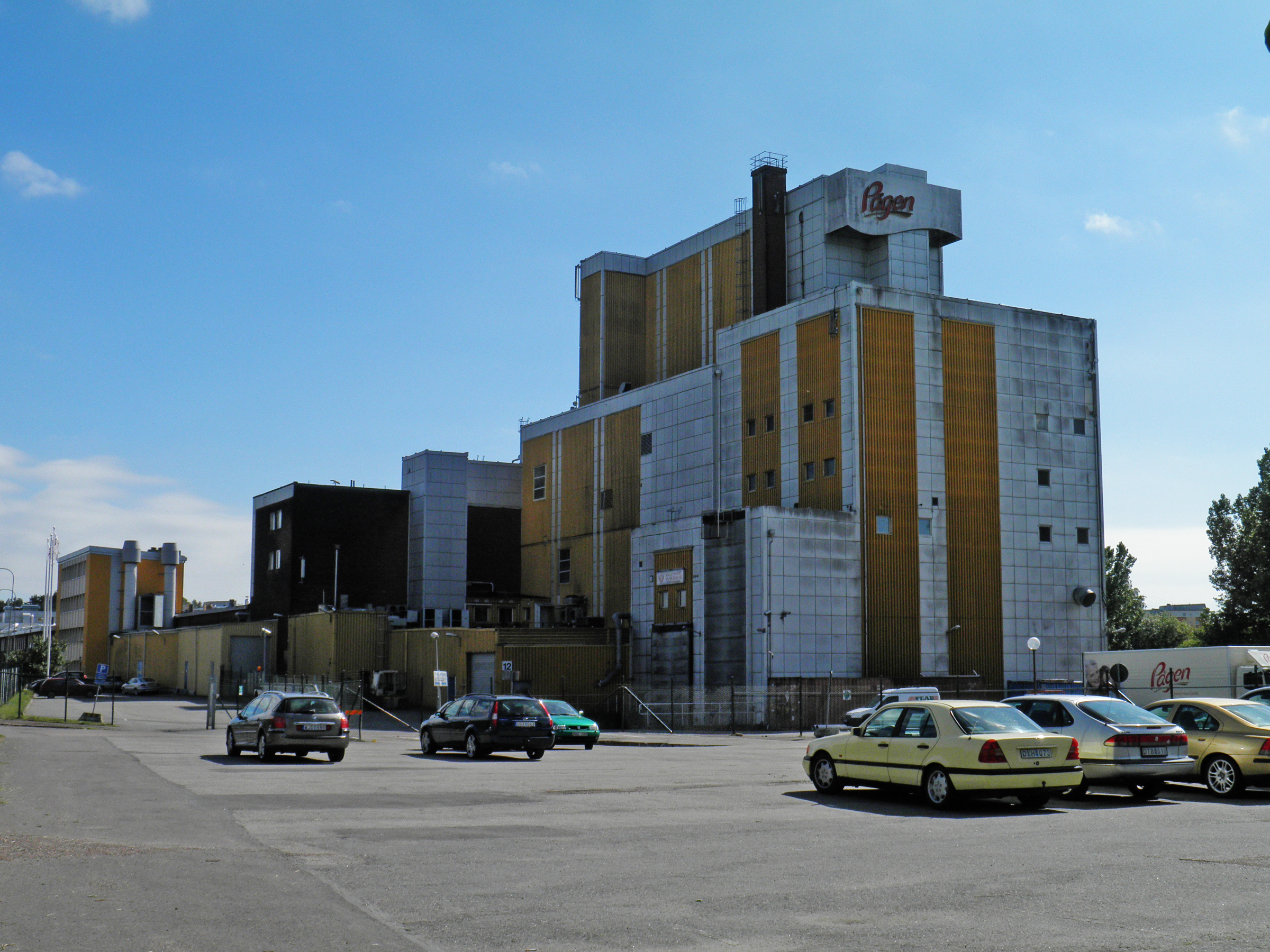
Une usine à Göteborg.

La marque Pågen fut créée en 1878 par le boulanger Anders Påhlsson et son épouse Matilda. Ils deviennent rapidement des pionniers à Malmö en Suède, où leur entreprise a prospéré jusqu’à devenir l’une des plus grandes compagnies boulangères privées d’Europe. Elle est devenue fournisseur officiel du roi de Suède[réf. nécessaire].
Dans les années 1970, la firme Pågen s’est étendue d’abord en Norvège, puis au Danemark et enfin la Finlande. C’est dans les années 1980 que le succès arrive avec les petits pains Krisprolls. Aujourd’hui[Quand ?], 90 % des pains grillés Pågen sont vendus en dehors de la Suède[source insuffisante].

## Krisprolls

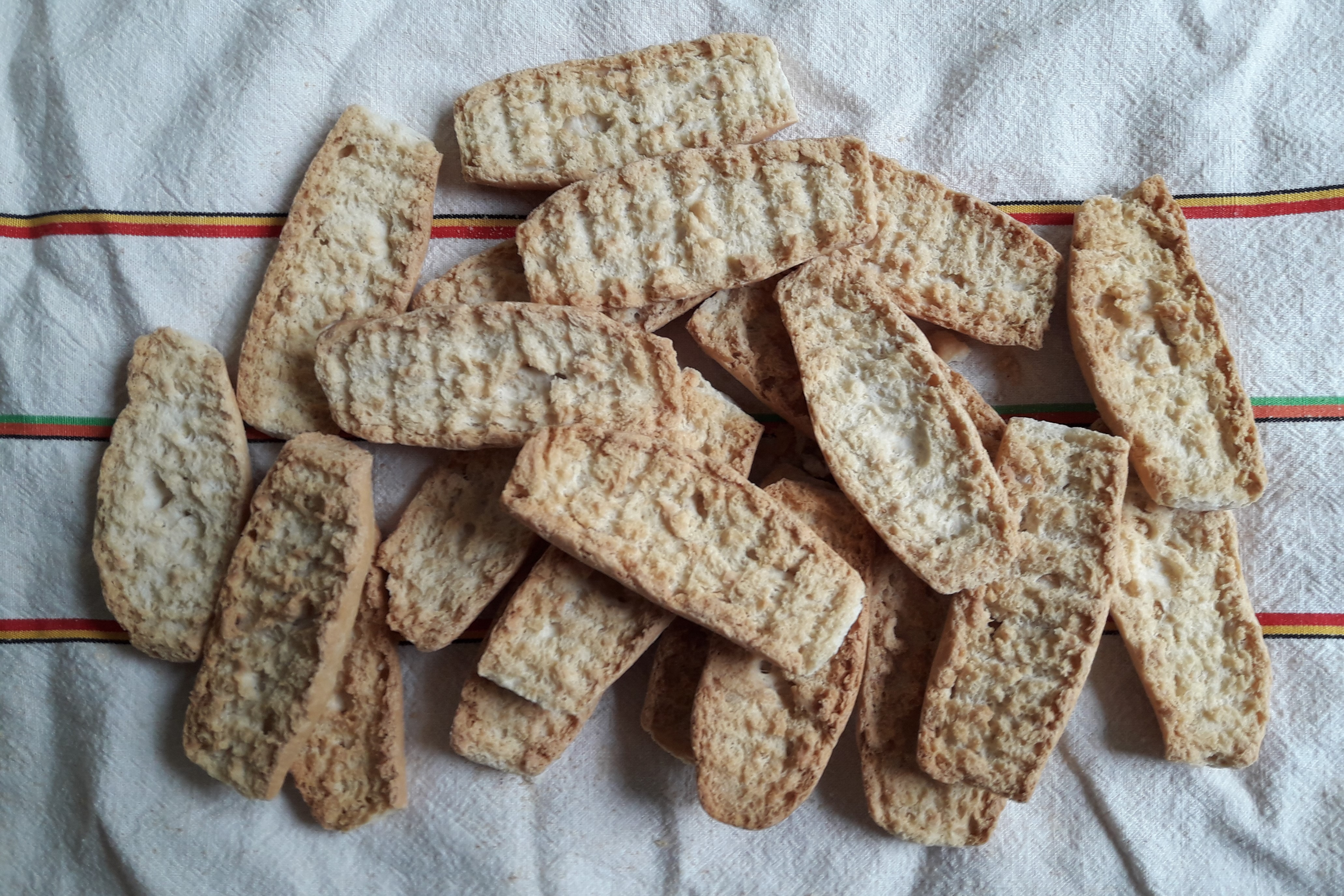
Des Krisprolls dorés.

Les pains Krisprolls sont distribués en France par la société Bjorg et Compagnie, filiale du groupe français Ecotone.

## Culture
Dans le film Fatal, de Michaël Youn, le personnage joué par Stéphane Rousseau s’appelle Chris Prolls en référence au biscuit. Ce personnage a des origines suédoises.